# Västergötland
Västergötland är ett landskap i Götaland i sydvästra Sverige. Det gränsar i sydväst till Halland, i väster till Kattegatt och Bohuslän, i norr till Dalsland, Vänern och Värmland, i öster till Närke och Vättern, samt i sydost till Småland. 

## Landskapsvapen
Västergötlands landskapsvapen fastställdes i sin nuvarande form av Kungl. Maj:t 1884 och registrerades hos Patent- och registreringsverket 1974.

## Namnet
Namnet kan tidigast spåras till 1070-talet hos Adam av Bremen i sin latinska form ... in occidentalia Gothia, Westragothia, till Florenslistan från 1103 under beteckningen "Gothia occidentalis" och senare år 1317 i namnformen Wæstragötland.

## Historik
De många megalitgravarna har gjort landskapets förhistoriska tid känd, framförallt gånggrifterna på Falbygden. Många fynd av guld- och bronsföremål tyder på tidiga kontakter med omgivande folkgrupper. Västergötlands befolkning tog tidigt emot kristendomen, och har med Västgötalagen Sveriges äldsta landskapslag. Under tidig medeltid var landskapet skådeplats för inbördeskrig och maktstrider, ibland med stöd av soldater från danska Halland, eller norska Bohuslän. Senmedeltid och Vasatid innebar strider mellan svenska och danska kungar, där de senare ville återupprätta Kalmarunionen.
Vidare är kronprinsessan Victoria hertiginna, och prins Daniel hertig, av Västergötland. Deras ende företrädare i detta titulärhertigdöme är prins Carl, som var hertig av Västergötland 1861–1951.

## Indelningar

### Indelningar före 1634

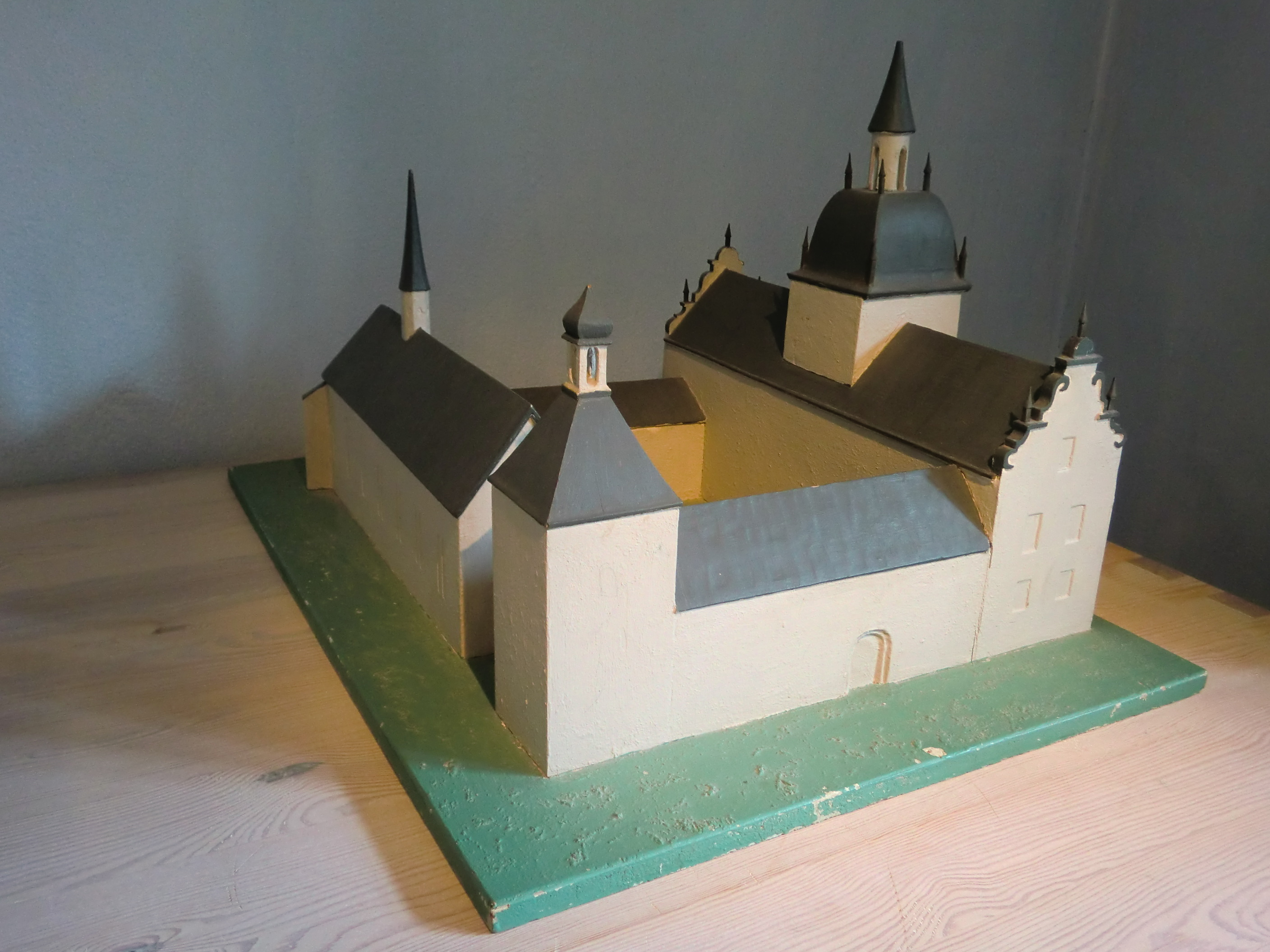
Modell av Skaraborgs slott på Västergötlands museum i Skara. Slottet brändes i samband med danskarnas anfall mot Västergötland vintern 1612.

Västergötland ingick i Västergötlands lagsaga som före 1552 även inkluderade de områden som kom att utgöra Dalsland och Nordmarks härad i Värmland. 1552 övergick både Nordmarks härad och Dalsland till Värmlands lagsaga, men Dalsland återfördes i olika perioder och slutgiltigt 1634. Senast 1568 överfördes Mo härad från lagsagan och landskapet till Smålands lagsaga och landskap.
Under tidig medeltid indelades landskapet i bon, härader och socknar. Den kungliga beskattningens tillkomst under 1200-talet innebar en ny indelning, och landskapet delades i stället för bon upp i slottslän och fögderier. Det vill säga det område runt respektive borg eller slott som skulle bidra till dess försörjning, och som slottsherren hade rätt att beskatta. Efter Engelbrektsupproret 1434 återstod Älvsborgs slottslän i väster, Axevalla län (till 1469) omkring  Skara, Ekholms län (till slutet av 1400-talet) i nordväst, Läckö län i norr och Örestens län (till 1521) i söder/sydost. 
Genom Gustav Vasas stadga från 9 april 1540 blev Västergötland ett ståthållaredöme, och blev därigenom återigen en enhet i militärt, administrativt, juridiskt och kyrkligt hänseende. Ståthållaren residerade på Älvsborg och på Skaraborgs slott som stod klart 1585, men förstördes av danskarna redan 1612.
Landskapet ingick före 1620 i sin helhet i Skara stift. 1620 bildades Göteborgs stift eller superintendentia och då överfördes ett stort antal församlingar i västra och södra Västergötland dit från Skara stift.

### Indelningar efter 1634
Landskapet delades upp genom 1634 års regeringsform i två landshövdingedömen. Dessa var Skaraborgs län, med säte i Skara till 1660, därefter i Mariestad, och Älvsborgs län med säte i Göteborg till 1679, därefter i Vänersborg. Från 1680 togs några härader i Göta älvs mynning bort från Älvsborgs län för att ingå i det nybildade Göteborgs och Bohus län. Regeringsformen tillät en tillfällig förening av de båda länen under en överlandshövding eller generalguvernör. Som sådan fungerade Nils Turesson Bielke 1634–1636, Lennart Torstenson 1648–1651, pfalzgreven Adolf Johan 1651–1654 och Carl Gustaf Mörner 1716–1719, den sistnämndes distrikt omfattade hela sydvästra Sverige.
Landskapet ingick till 1850 i lagsagan Västergötlands och Dals lagsaga varur delar av landskapet 1842 överfördes till Hallands lagsaga. 
I Göteborgs stift ingår områdena för Marks härad, Sävedals härad, Askims härad, Östra Hisings härad, Bollebygds härad, Vättle härad och Ale härad samt delar av Flundre härad och Kinds härad. Övriga delar ingår i Skara stift. 
I samband med kommunindelningsreformen 1967–1974 kom de västgötska socknarna Älvsered, Karl Gustav, Gunnarsjö, Grimmared och Kungsäter att överföras till Hallands län, och Finnerödja och Tived till Örebro län.
Göteborgs och Bohus, Älvsborgs och Skaraborgs län lades samman till Västra Götalands län den 1 januari 1998. Undantaget var östligaste Skaraborgs län där Habo och Mullsjö kommuner överfördes till Jönköpings län.

#### Härader och städer (före 1970)
för området Älvsborgs län, se Älvsborgs län#Härader och städer (före 1970)
för området Skaraborgs län, se Skaraborgs län#Härader och städer (före 1970)
I Göteborgs och Bohus län
- Askims härad
- Sävedals härad
- Östra Hisings härad

Göteborg hade stadsprivilegier och inrättades som stadskommun när 1862 års kommunalförordningar trädde i kraft. Mölndal blev stad 1922, men fick då ingen egen jurisdiktion.

#### Socknar, fögderier, domsagor, tingslag och tingsrätter
Se respektive härad.

#### Kommuner 1952–1971
för området Älvsborgs län, se Älvsborgs län#Kommuner 1952–1971
för området Skaraborgs län, se Skaraborgs län#Kommuner 1952–1971
I Göteborgs och Bohus län
Städer (2 st):
| - Göteborgs stad | - Mölndals stad |

Landskommuner (6 st):
| - Askims landskommun - Kållereds landskommun - Landvetters landskommun | - Partille landskommun - Styrsö landskommun - Tuve landskommun |

#### Kommuner från 1971
för området Älvsborgs län, se Älvsborgs län#Kommuner från 1971
för området Skaraborgs län, se Skaraborgs län#Kommuner från 1971
I Göteborgs och Bohus län
- Göteborgs kommun (med delar som ligger i Bohuslän)
- Partille kommun
- Härryda kommun (tillfördes 1971 flera områden från Älvsborgs län)
- Mölndals kommun (med en del i Halland)

## Naturgeografi

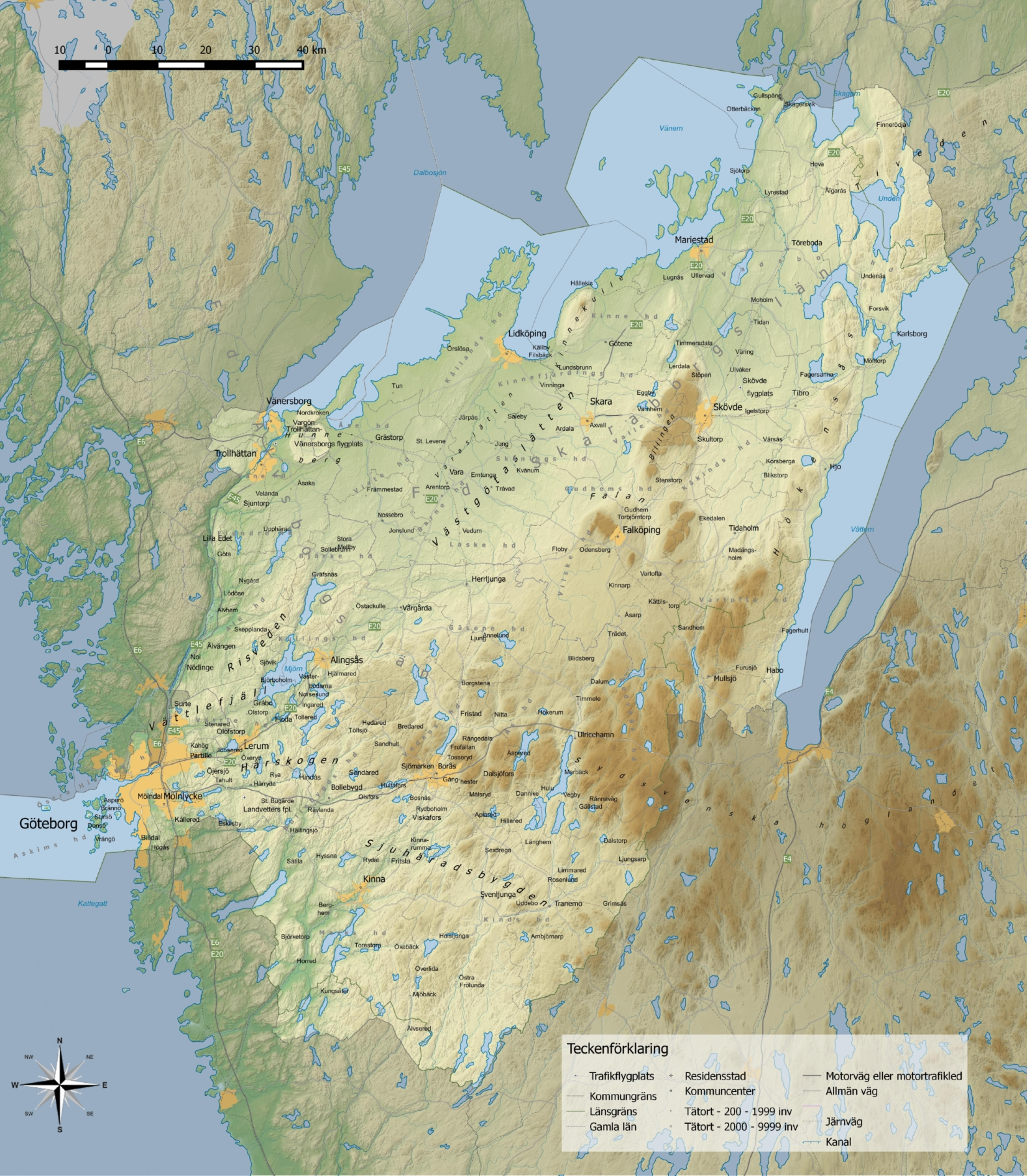
Karta över Västergötland

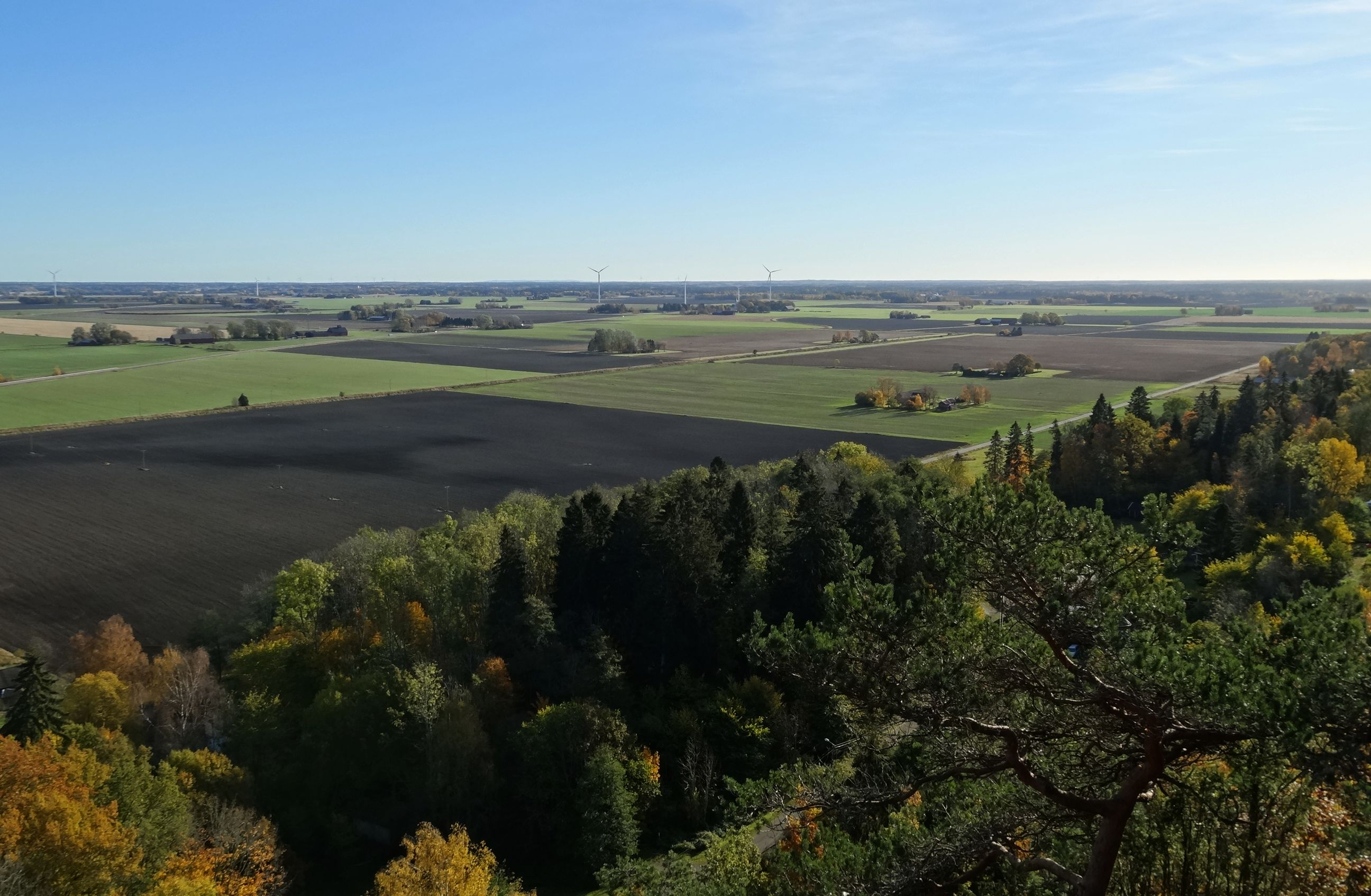
Västgötaslätten sedd från utsiktsplatsen Flo Klev på Hunneberg mot sydost. Vid horisonten lite till vänster om mitten avtecknar sig Billingen – mer än sextio km bort.

Norra Västergötland ligger i Mellansvenska sänkan och är känt för den bördiga Västgötaslätten, som egentligen består av flera avskilda lågslättsområden. Vanligen menas området söder om Vänern, och väster om en linje från Mariestad, över Skara till Alingsås. Den kraftigaste slättkaraktären finns i området mellan Vara och Lidköping, även kallad Varaslätten.  Dessutom finns ytterligare lågslättsområden, till exempel i Vadsbo och Kåkind i nordost, och högslätten Falan mer än 200 meter över havet vid Falköping. Jordbrukslandskapet söder om Vänern och runt Kinnekulle, Vadsbo, Skara och Falköping utgör Västergötlands historiska centralbygd, men ligger något norr om dess geografiska mitt.
Slätterna inramas av tre områden med karaktäristiska platåberg. Dessa finns dels runt Skövde och Falköping, och omfattar Billingen, Borgundaberget, Plantaberget, Varvs- och Gerumsberget, Ålleberg och Mösseberg. Det andra området utgörs av Kinnekulle vid Vänern, och det sista området består av Halle- och Hunneberg längst i väster. Dessa berg har ett hårt lager av diabas överst, vilket hindrat de underliggande mjukare bergarterna att brytas ner av inlandsisen.
Södra delen av landskapet, Sjuhäradsbygden, består till stora delar av kuperad terräng med stora glesbefolkade skogsområden.
I sydöst ansluter Sydsvenska höglandet och här finns landskapets högsta punkt, Galtåsen 361,5 meter över havet, öster om Ulricehamn. Förutom det stora skogsområdet Tiveden i nordost, finns skogsområden runt Habo och Hökensås i öster, samt Risveden, Härskogen och Vättlefjäll i väster.
Västergötland har relativt många sjöar i söder, och av dessa kan nämnas Mjörn, Anten, Säven och Åsunden, samt gränssjöarna Lygnern och Fegen. Slättlandskapet i norr är sjöfattigt, med undantag för Valle härad på västra sidan av Billingen som har många små och kalkrika sjöar, samt den för sin trandans berömda Hornborgasjön. I de nordostliga gränstrakterna av Västergötland ligger sjöarna Unden, Viken och Skagern.
Landskapet gränsar också till de stora sjöarna Vänern i norr och Vättern i öster, samt i Göta älvs mynning till Kattegatt i väster, med Vinga som västligaste landområde. Åarna Nossan, Lidan och Tidan rinner norrut och mynnar ut i Vänern, medan sjön i sin tur avvattnas via landskapets största vattendrag, Göta älv, i väster. Genom Sjuhäradsbygden rinner åarna Viskan och Ätran, vilka sedan fortsätter vidare genom Halland. Västergötlands kustområden karaktäriseras av kala granitklippor, och liknar mer Bohuslän än resten av Västergötland.

## Kommunikationer
Ända tillbaka till förhistorisk tid har vattenvägarna haft stor betydelse för kommunikationen. Det innebar att de stora sjöarna Vänern och Vättern, och floderna Viskan, Ätran och Göta älv möjliggjorde kommunikation och handel utanför landskapet. De vattendrag som mynnar ut i Vänern: Tidan, Lidan och Nossan underlättade på samma sätt den interna kommunikationen. Eftersom flodernas dalgångar möjliggjorde naturliga vägsträckningar utnyttjades dessa för landtransport, framförallt genom skogarna i söder. Förutom handelsled utgjorde Göta älv också riksgräns mot Norge fram till 1658.

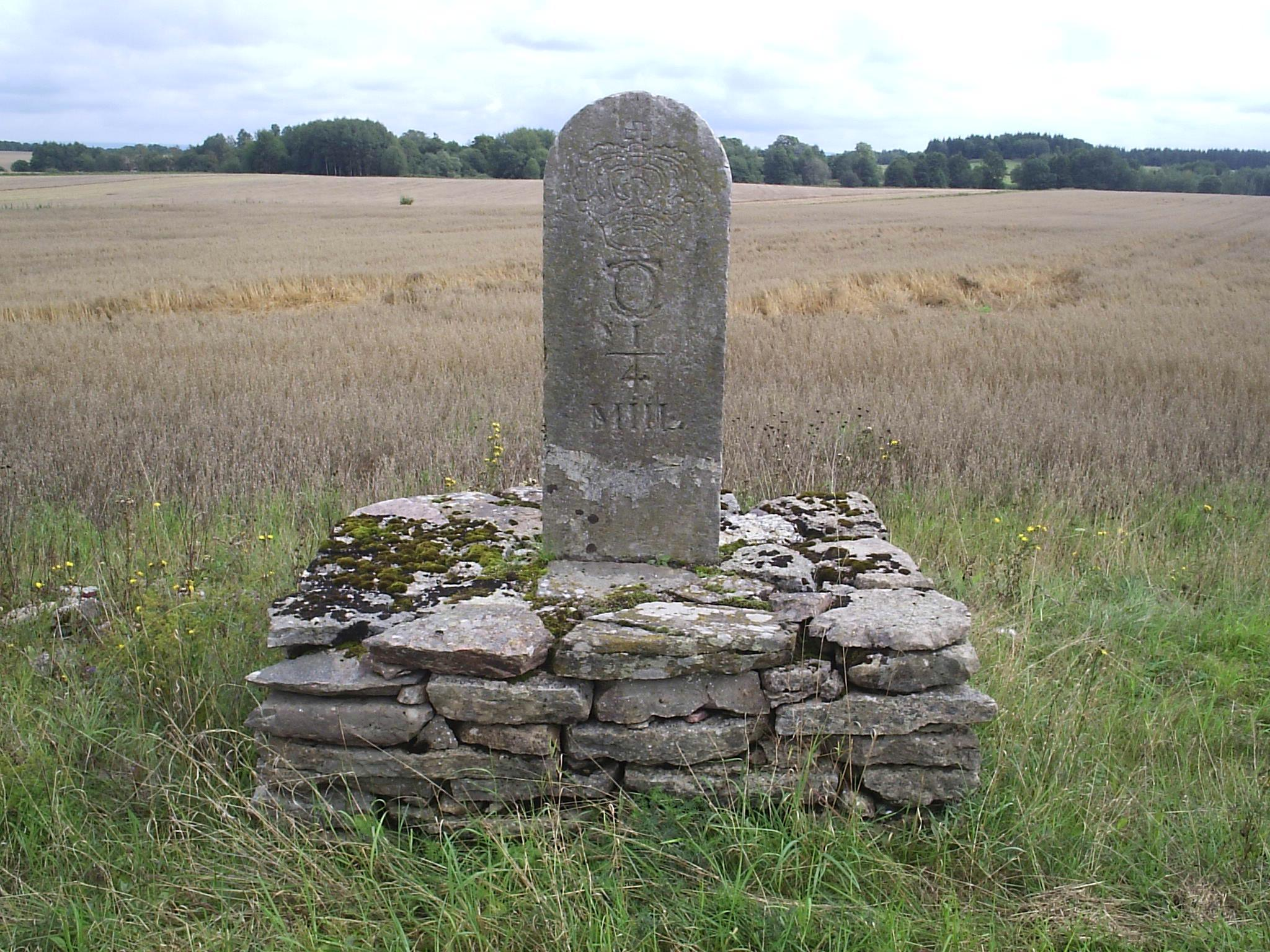
Milsten vid Dimbo nära Tidaholm.

### Landsvägar
Sedan tidig medeltid användes landsvägen mellan Lödöse, vid Göta älv, och Skara. Tidigt under medeltiden användes också Eriksgatuleden mellan Jönköping och Falköping, vars spår kan ses vid Sandhem nära Mullsjö.
Gustav Vasa utfärdade ett brev 1540, med föreskrifter om "de allmänna landsvägarna" i Västergötland. Tre av de sju vägarna utgick från Nya Lödöse, den första utefter Göta älv mot Lidköping, dagens E45 och riksväg 44. Den andra via Alingsås till Skara, dagens E20. Den tredje söderut till Varberg i danska Halland, dagens E6. Från Varberg utgick också en väg utefter Viskan genom Marks härad, Viskastigen, vidare till Skara. Dessutom genom Kinds härad till Jönköping. Från danska Falkenberg gick en väg utefter Ätran, Ätrastigen eller Redvägen, över Bogesund och Falköping till Skara. Slutligen en väg från norska Uddevalla över Vassända-Naglum vid Göta älv till Lidköping, dagens riksväg 44.

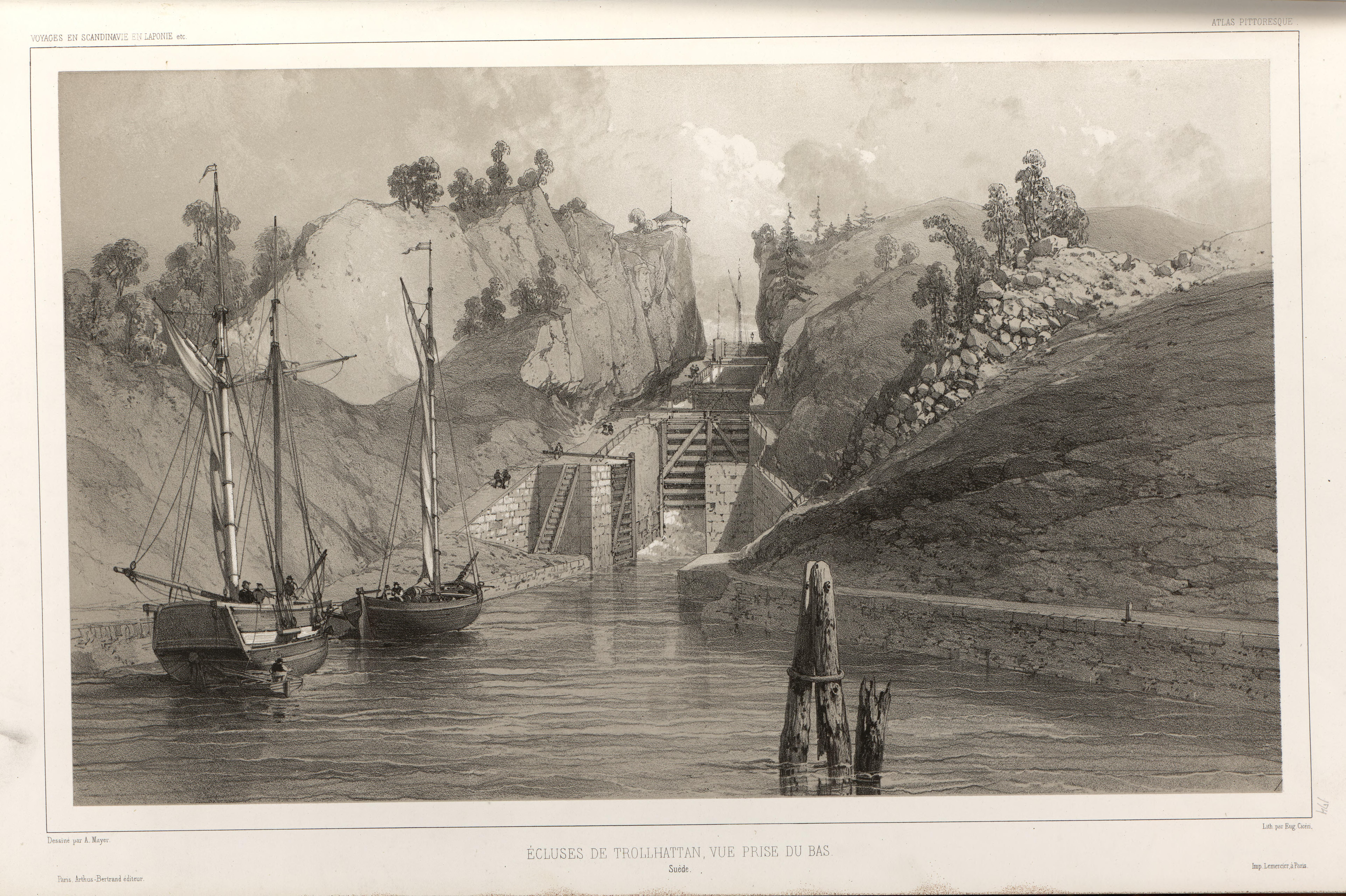
Segelskutor väntar på slussning i Trollhätte kanals äldsta slussled, ur reseskildring från mitten av 1800-talet.

### Edsvägen och Trollhätte kanal
För att kunna frakta varor via Göta älv, krävdes omlastning mellan sjö- och landtransport för att komma förbi forsarna i älvens övre lopp, i synnerhet de 32 meter höga Trollhättefallen. Transportvägen förbi forsarna kallades Edsvägen, och framförallt transporterades stångjärn söderut. Efter omlastning till häst och kärra vid Brätte, senare Korseberg, vid viken Vassbotten i Vänern transporterades godset på Edsvägen. Efter färdigställandet av Sveriges första sluss vid Lilla Edet 1607, kunde fartyg ta sig upp till Intagan vid Åkerström söder om Trollhättefallen, där varorna återigen lastades på fartyg. Omlastningsproceduren blev överflödig sedan alla slussar i Trollhätte kanal färdigställts i augusti 1800 och möjliggjorde fartygstrafik utefter hela Göta älv. Fartyg med last upp till 140 ton och två meters djupgående kunde passera slussarna. Byggandet av den nya Göta kanal innebar att slussarna i Trollhättan också måste byggas ut, och en ny slussled var klar 1844. Det innebar att fartyg med last upp till 300 ton och tre meters djupgående därefter kunde passera. En tredje slussled var färdig 1916, och efter den sista utbyggnaden av Trollhätte kanal år 1975 kan fartyg med 5,3 meters djupgående och 3 500 ton last passera.

### Göta kanal
År 1806 gav Baltzar von Platen, sjömilitär och medlem av styrelsen för Trollhätte kanal, ut en skrift om möjligheten av att bygga en kanal mellan Vänern och Östersjön. Regeringen tog beslut om byggnation av Göta kanal 1810, och samma år påbörjades kanalbygget. I Forsvik nära Karlsborg invigdes kanalens första sluss, och Sveriges första klaffbro av järn år 1813. Västgötadelen av kanalen, mellan Sjötorp vid Vänern, och Karlsborg vid Vättern invigdes 1822. Östgötadelen var klar tio år senare.

### Järnväg

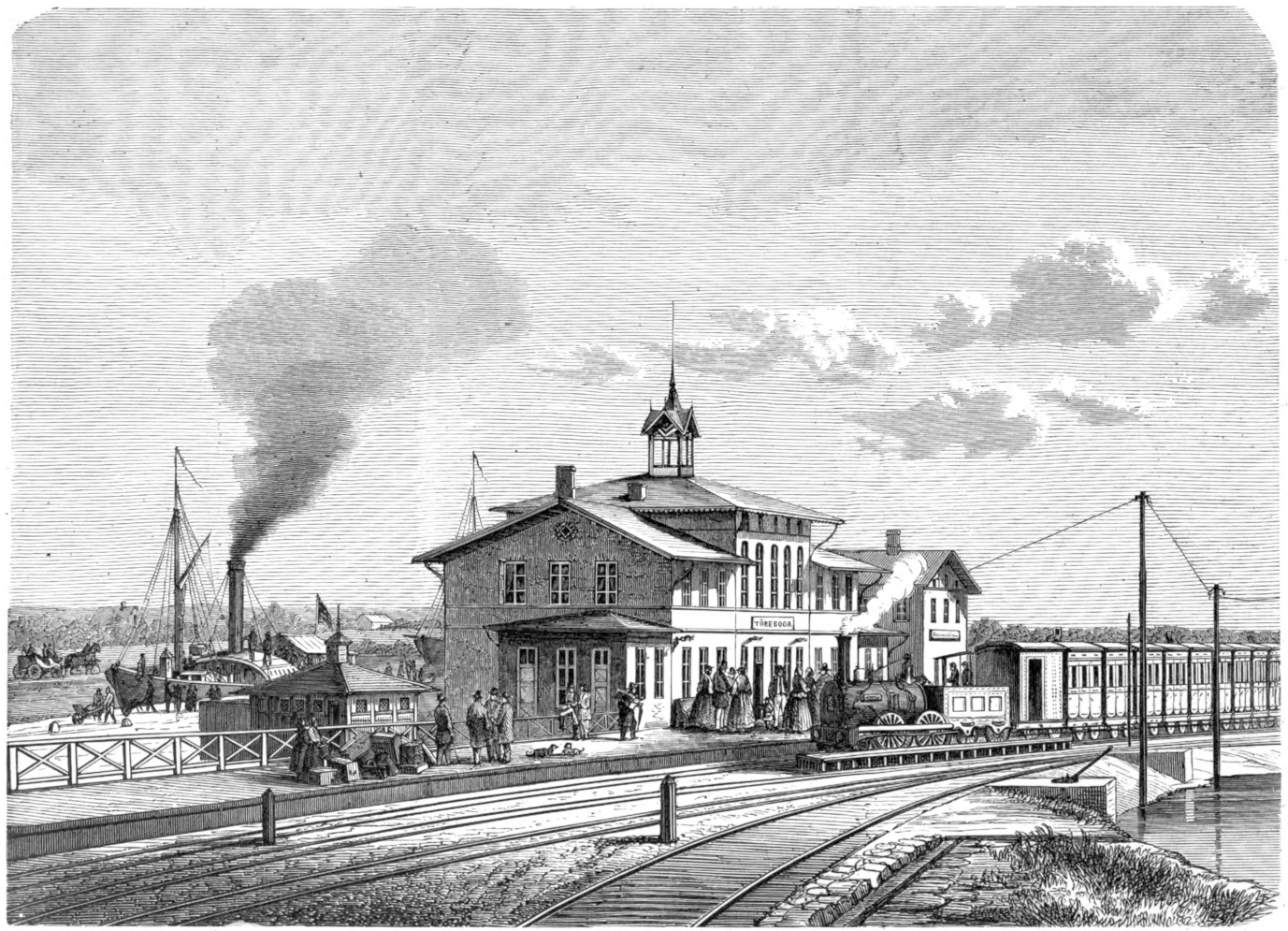
Töreboda station – teckning i Illustrerad Tidning 1865. Till vänster i bild syns en ångare på Göta kanal. Framför stationen står ett ånglok med personvagnar.

Riksdagen beslutade om utbyggnad av ett statligt järnvägsnät med så kallade stambanor 1854. Som ansvarig för genomförandet utsågs Nils Ericson, och år 1856 öppnade den första stambanesträckan mellan Göteborg och Jonsered. Västra stambanan mellan Göteborg och Stockholm invigdes i augusti 1862. Eftersom de stora infrastrukturprojekten Göta kanal och Västra stambanan möttes i Töreboda, förutspåddes en snabb utveckling av orten, och förhoppningar fanns att Töreboda station skulle komma att bli en av banans viktigaste stationer med det strategiska läget intill den nybyggda kanalen. Det mindre järnvägsnätet i landskapet byggdes samtidigt ut med hjälp av privat kapital, av sparsamhetsskäl ofta som smalspårig järnväg.
Järnvägen öppnade för förbättrade möjligheter till industriverksamhet, till exempel i Sjuhäradsbygden med normalspårslinjen Borås–Herrljunga som öppnades 1874,  och Viskadalsbanan Borås–Varberg 1880. Efterhand övertogs de mindre järnvägarna av bolaget Västergötland–Göteborgs Järnvägar (VGJ). När det smalspåriga järnvägsnätet i Västergötland var som tätast på 1930-talet omfattade det drygt 550 kilometer, och Skara berördes av sju smalspåriga linjer. År 1948 förstatligades alla VGJ:s järnvägar, och vid mitten av 1970-talet hade alla smalspåriga järnvägar i landskapet lagts ner, eller i något fall breddats till normalspår.

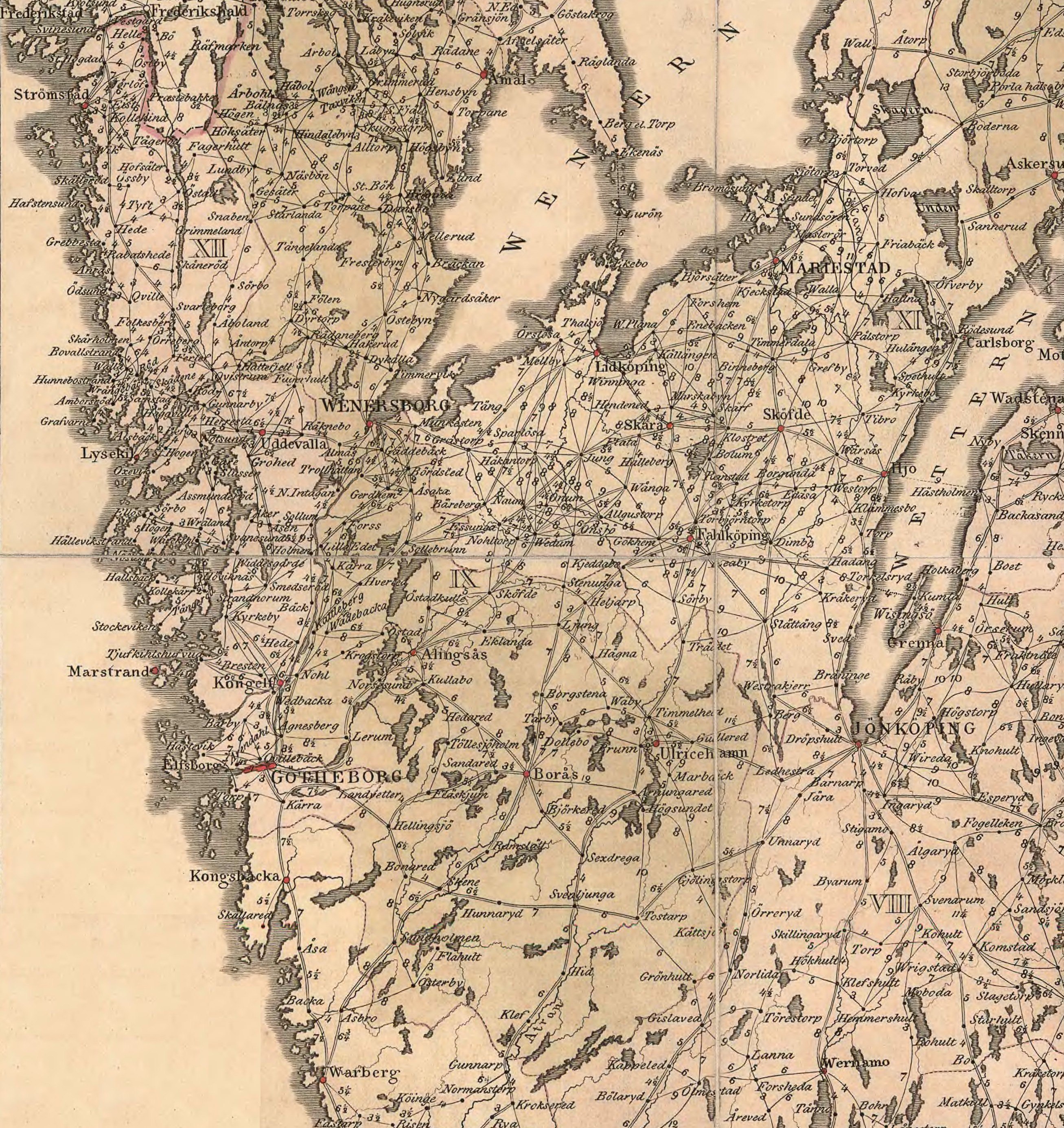
Kommunikationskarta över västra Sverige 1853 med diligenslinjer och värdshus. Avstånd anges i fjärdedels gammal svensk mil, en fjärdingsväg.
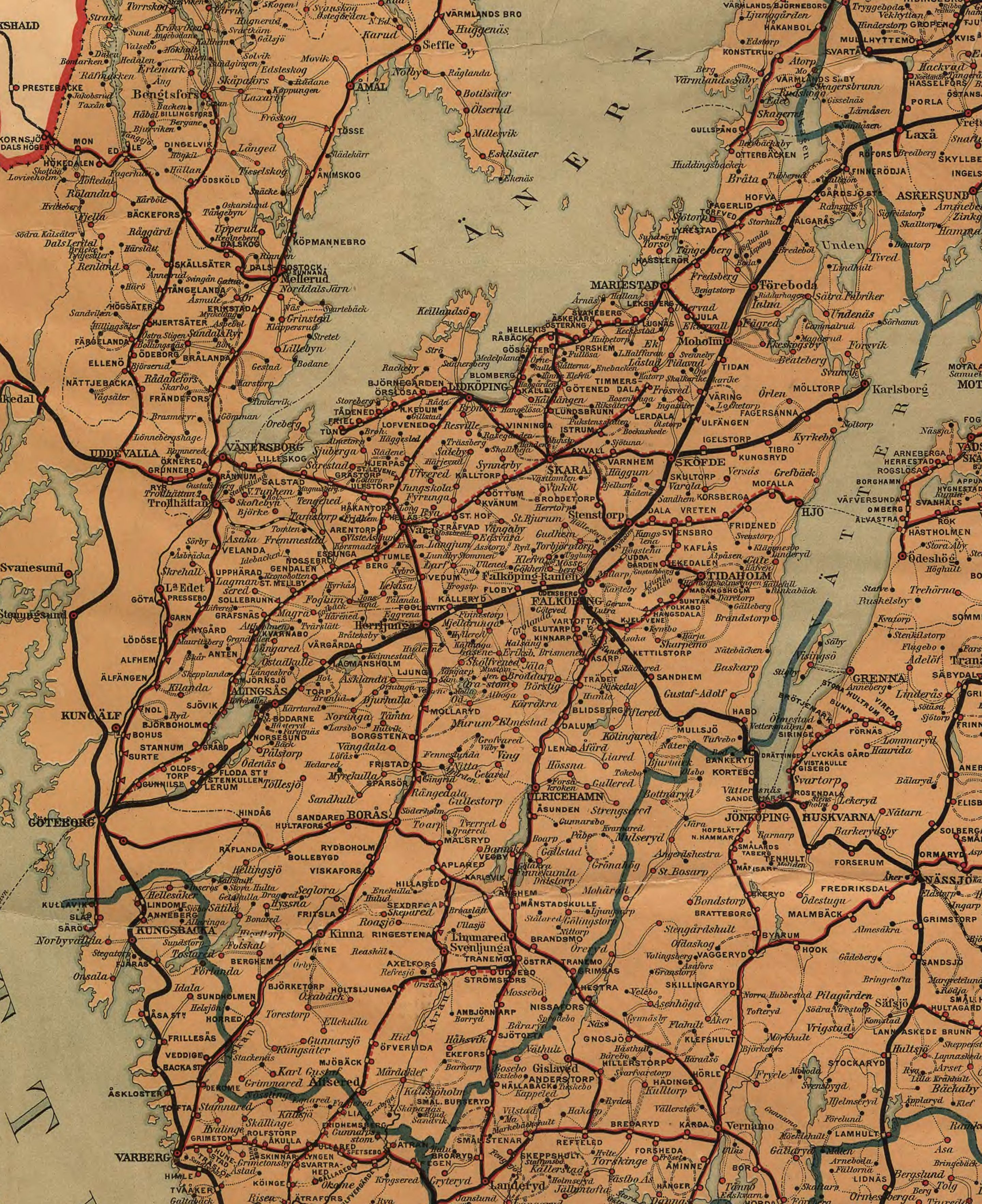
Post och järnvägskarta över västra Sverige 1914. Röd prick/röd triangel=Postkontor, Svart prick=Ändpunkt lantbrevbärarlinje, Svart linje=Statlig järnväg med normalspår, Röd heldragen linje=Privat järnväg med normalspår, Röd streckad linje=Privat järnväg med smalspår.
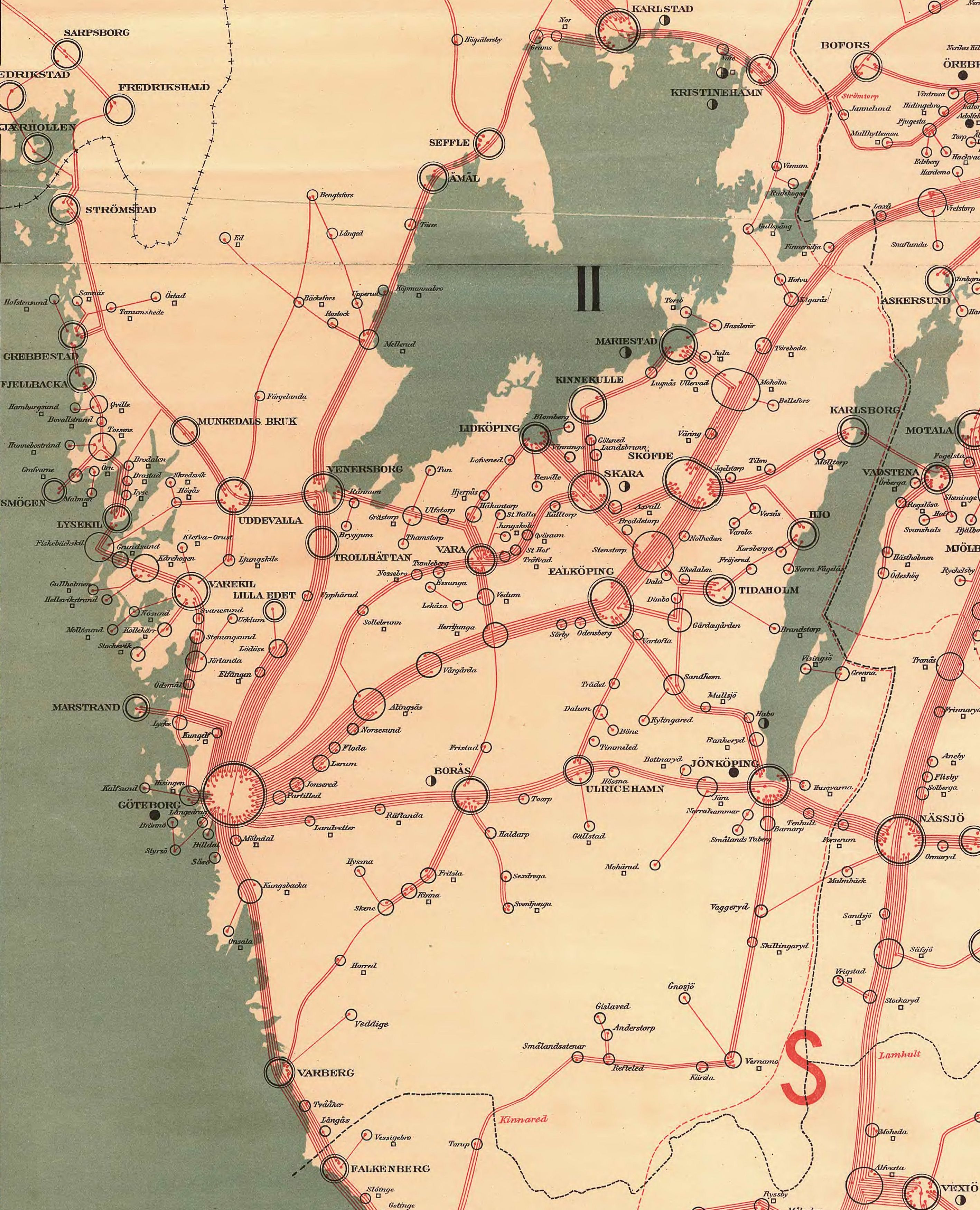
Karta över Rikstelefonnätet i västra Sverige, med manuella telefonväxlar 1905. Ofylld kvadrat=Budskickning för telefonsamtal inom 1 kilometer, Dubbla cirklar=Centralstation, Halvfylld cirkel=Natt-tjänst mot avgift per samtal.

## Militära förband

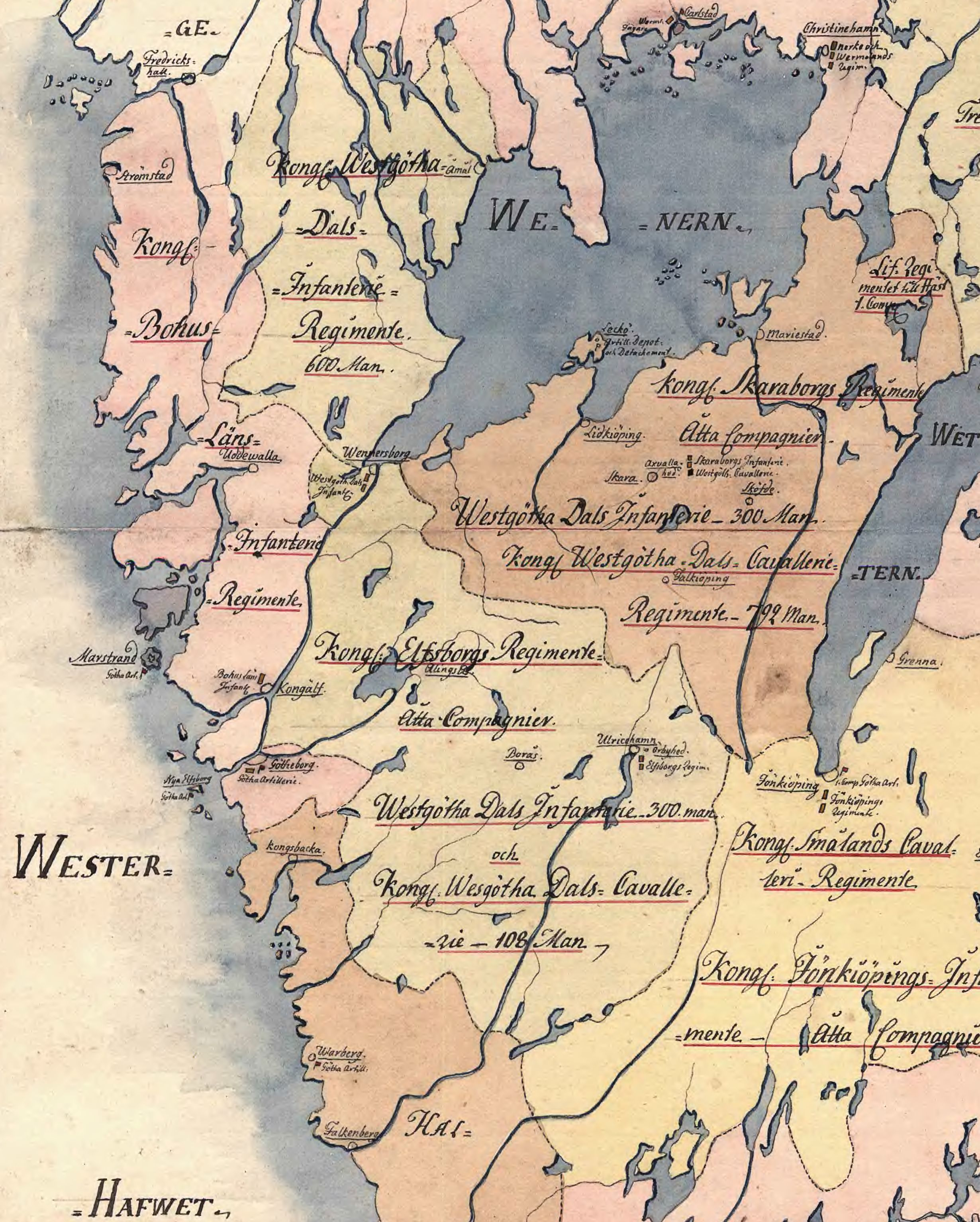
Västsvenska arméregementens indelning och övningsplatser cirka 1790.

De fänikor med fotsoldater som sattes upp inom landskapen Västergötland och Dalsland organiserades 1613 till ett lands- eller storregemente, Västergötlands storregemente. För att effektivisera organisationen delades de åtta svenska storregementena senare in i tjugo fältregementen, varav tre omfattade Västergötland och Dalsland från 1624. Dessa var Älvsborgs regemente (I15) nerlagt 1998, Skaraborgs regemente (I9), och Västgöta-Dals regemente. Det sistnämnda regementet ombildades till Hallands regemente (I16) 1902 och avvecklades år 2000. Av dessa så kallade landskapsregementen är det endast Skaraborgs regemente som idag fortfarande är aktivt, från 1942 som pansarregementet (P4).
Ryttare indelades under Gustav Vasa i fanor. Dessa slogs ihop till regementen och ryttarregementet "Västgöta och Dals Ryttare" bildades 1628 med 1 000 ryttare, som ett av Sveriges åtta kavalleriregementen. Regementet namnändrades senare under 1600-talet till Västgöta kavalleriregemente, blev infanteri 1811 (I6), och lades ner 1927. Landskapets nuvarande kavalleriförband bestod från början av Livregementet till häst som i sin tur bildades av ryttarfanor från Uppland och Södermanland. I samband med indelningsverket indelades ryttare till regementet från Roslagen i öster, till Vadsbo härad i Västergötland i väster. År 1792 delades regementet upp i en kyrassiär-, en grenadjär- och en husarkår. Den sistnämnda bildade Livregementets husarer (K3), vilket fortfarande är aktivt i Karlsborg som ett utbildningsförband.
Västgöta flygflottilj (F6) sattes upp i Karlsborg 1939, och beväpnades först med lätta bombplan. Efter andra världskriget ombeväpnades flottiljen med attackflygplan, och lades slutligen ner 1994. År 1940 sattes Skaraborgs flygflottilj (F7) upp vid Såtenäs herrgård nära Grästorp. På flottiljen, som senare övergått till att vara utbildningsflottilj, byggdes Gripencentrum 1995 för utbildning av piloter till JAS 39 Gripen.  Flygvapnets Transportflygdivision är också baserat till F7.
År 1942 organiserades två divisioner vedettbåtar, kallad Väneravdelningen (VäA), för att patrullera i Vänern och hindra tysk luftlandsättning. Förbandet, som baserades till Lidköping, kallades skämtsamt för "Skymningseskadern" efter sin första chef, kapten Knut Axel Svantesson Natt och Dag. Det underställdes chefer ur armén, och avvecklades efter andra världskriget.

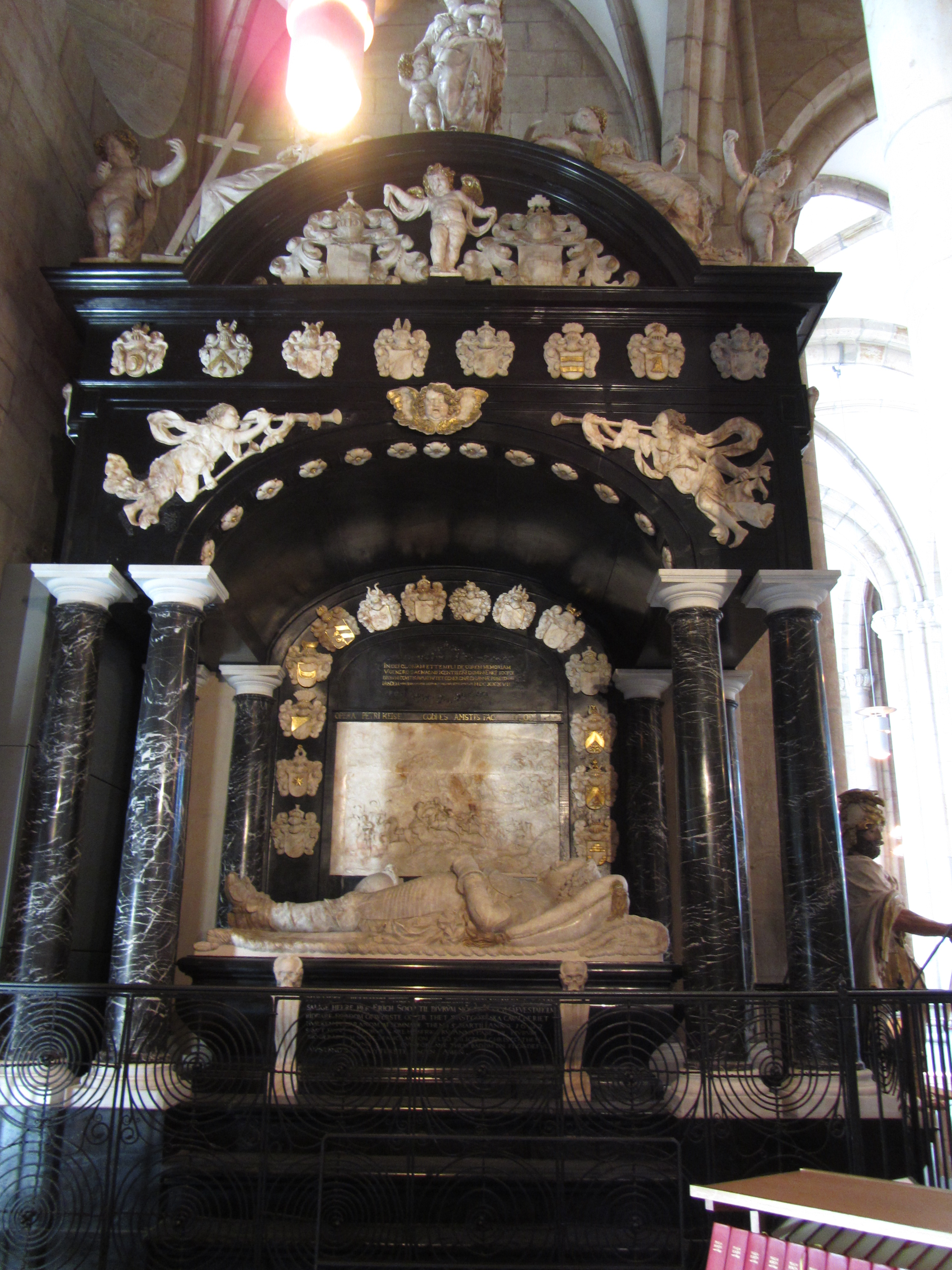
Gravmonument över Erik Soop, överste över "Västgöta och Dals ryttare" 1628–1632, i Skara domkyrka.
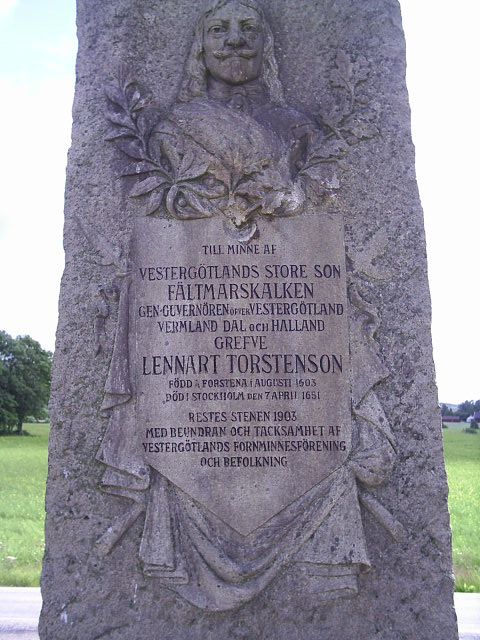
Monument över Lennart Torstensson från Västra Tunhems socken, fältmarskalk och generalguvernör.
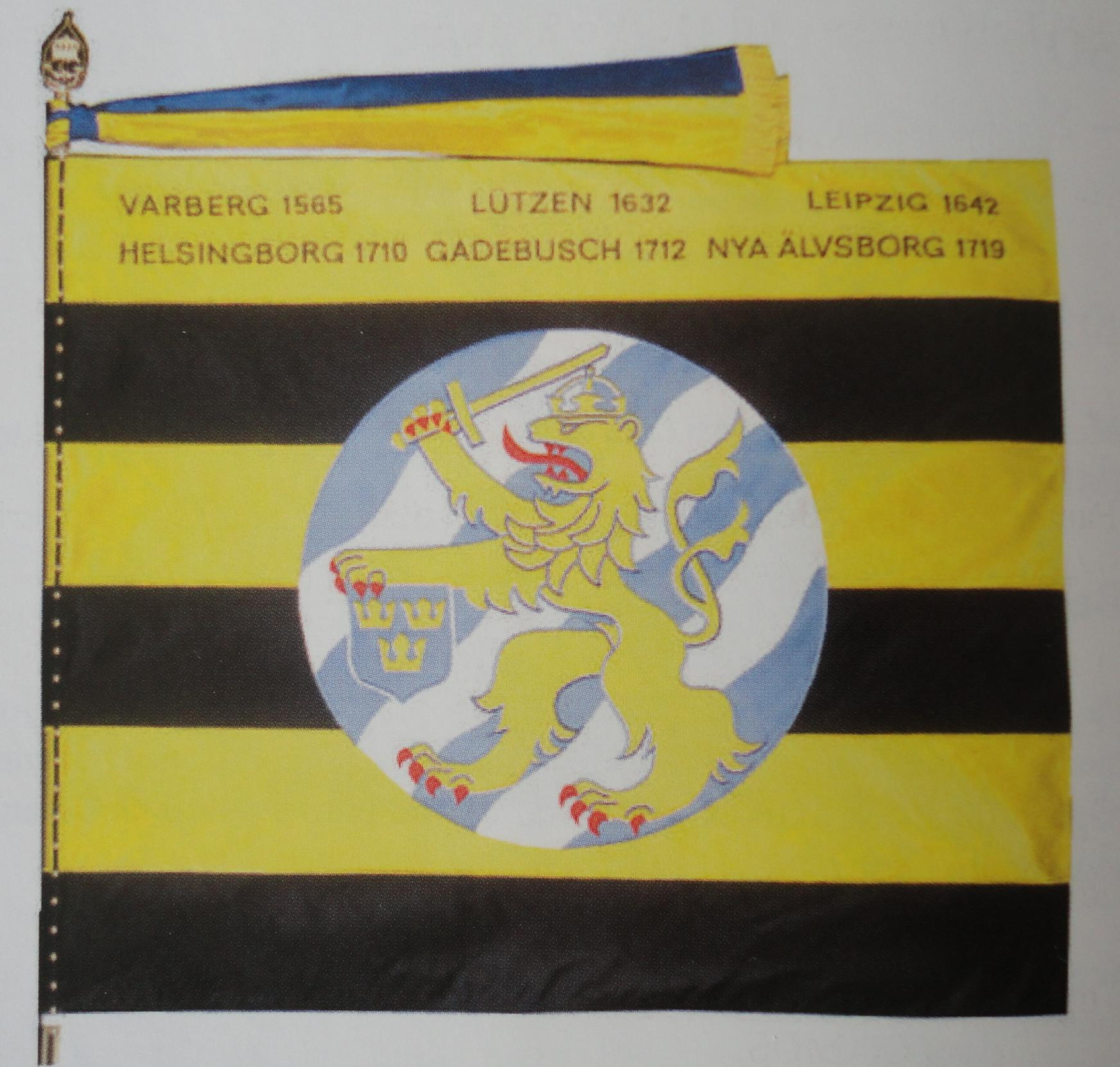
Älvsborgs regementes (I15) fana år 1996.
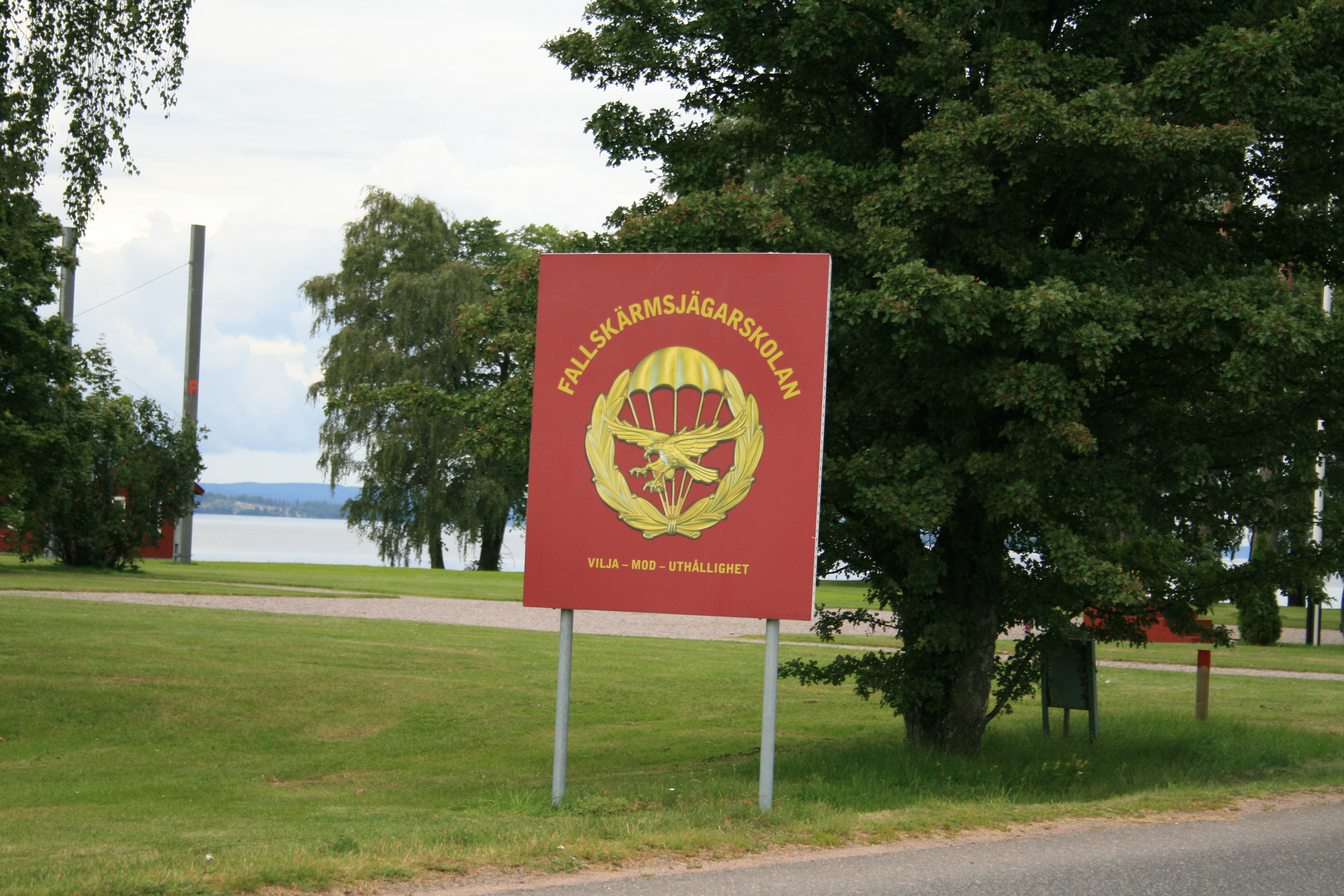
Förbandsskylt vid Fallskärmsjägarskolans "Gamla läger" nära K3 i Karlsborg.

## Organisationer med intresse för Västergötland
Här förtecknas organisationer som har intresse för Västergötlands religion, kultur, historia, och så vidare, och inte bara är landskapsavdelningar av riksorganisationer.
- Föreningen för Västgötalitteratur
- Göteborgs stiftshistoriska sällskap
- Skara stiftshistoriska sällskap
- Västergötlands fornminnesförening
- Västergötlands hembygdsförbund
- Västergötlands museum i Skara
- Västergötlands Spelmansförbund
- Västgöta nation, Linköping
- Västgöta nation, Lund
- Västgöta nation, Uppsala